# Sturnira
Sturnira — рід родини листконосові (Phyllostomidae), ссавець ряду лиликоподібні (Vespertilioniformes, seu Chiroptera).

## Опис
Довжина голови й тіла від 51 до 101 мм, хвіст відсутній, довжина передпліччя між 34 і 61 мм. Eisenberg (1989) навів такі середні значення ваги: S. lilium 19 грамів, S. ludovici 25 г, S. tildae 26 г, S. bogotensis 20 г, S. erythromos 15 г, S. bidens 17 г. Gardner (1976) повідомив, що вага чотирьох зразків S. magna 41.0–44.5 грамів. Thomas and McMurray (1974) оцінили вагу S. aratathomasi в 46.8–67.1 грамів. За винятком S. bidens and S. nana  у самців помітні пучки жорстких жовтуватих або червонуватих волосків поруч з передньою поверхнею плечей. Загальне забарвлення рожево-буре з коричневим відтінком, темно-вохрово-коричневе, темно-сірувато-коричневе або темно-коричневе; низ зазвичай блідіший. Деякі форми мають дві фази кольору: яскраво-корицево-коричневу і тьмяну блідо-сіру. Вуха короткі, носовий лист нормальний, міжстегнова мембрана вузька і вкрита хутром, задні кінцівки і ступні вкриті волоссям до кігтів. Зубна формула: 2/1-2, 1/1, 2/2, 3/3 = 30-32. Корінні зуби поздовжньо рифлені з бічними виступами. У більшості видів є чотири нижні різці, але в S. bidens і S. nana — тільки два.

## Поширення
Населяє Центральну і Південну Америку. 

## Поведінка
Раціон складається в основному з фруктів.

## Види
- Sturnira adrianae Molinari, Bustos, Burneo, Camacho, Moreno, & Fermín, 2017
- Sturnira angeli de la Torre, 1966
- Sturnira bakeri Velazco & B. D. Patterson, 2014
- Sturnira boadai Yánez-Fernández, Marchán-Rivadeneira, Velazco, Burneo, Tinoco & Camacho, 2023
- Sturnira burtonlimi Velazco & B. D. Patterson, 2014
- Sturnira giannae Velazco & B. D. Patterson, 2019
- Sturnira hondurensis G. G. Goodwin, 1940

Підрід Corvira
- Sturnira bidens (Thomas, 1915)
- Sturnira nana A. L. Gardner & O'Neill, 1971

Підрід Sturnira
- Sturnira aratathomasi R. L. Peterson & Tamsitt, 1968
- Sturnira bogotensis Shamel, 1927
- Sturnira erythromos (Tschudi, 1844)
- Sturnira koopmanhilli T. J. McCarthy, Albuja, & Alberico, 2006
- Sturnira lilium (É. Geoffroy Saint-Hilaire, 1810)
- Sturnira ludovici Anthony, 1924
- Sturnira luisi W. B. Davis, 1980
- Sturnira magna de la Torre, 1966
- Sturnira mistratensis M. Contreras & Cadena, 2000
- Sturnira mordax (G. G. Goodwin, 1938)
- Sturnira oporaphilum (Tschudi, 1844)
- Sturnira parvidens E. A. Goldman, 1917
- Sturnira paulsoni de la Torre & A. Schwartz, 1966
- Sturnira perla Jarrín-Valladares & Kunz, 2011
- Sturnira sorianoi Sánchez-Hernández, Romero-Almaraz, & Schnell, 2005
- Sturnira tildae de la Torre, 1959